# Джанизаде, Абдулла Паша
Абдулла Паша Джанизаде (азерб. Abdulla Paşa Canızadə; 1782—1840) — азербайджанский поэт. Писал под псевдонимом Ганбар.

## Жизнь
Абдулла Паша  Джаниоглы родился в городе Шуша в 1782 году. Абдулла, чьим основным занятием была торговля, тесно дружил с представителями передовой интеллигенции, поэтами, музыкантами, певцами.
Он обладал редким поэтическим даром. Его перу принадлежат образцы как классической поэзии, так и лирические, фольклорные и даже сатирические стихотворения. Но, особенно он прославился своими эпиграммами.
Ряд своих работ он опубликовал под псевдонимом Ганбар.
Абдулла Джаниоглы умер в 1840 году.

## Творчество
Некоторые образцы творчества поэта вошли в “Сборник наиболее популярных поэтов Азербайджана» ( конец  XIX- начало XX веков), подготовленный Гусейном Эфенди Гаибовым, а также в сборник-антологию “Riyazul-aşiqin”  Мухаммедага Мустахидзаде и “Təzkireyi-Həvvab” Мир Мовсума Навваба.